# Велика тиша (фільм, 2005)
Велика тиша (нім. Die Grosse Stille, італ. Il grande silenzio) — документальний фільм німецького режисера Філіпа Ґрьонінґа. Прем'єра відбулася у 2005 році.

## Інформація про фільм

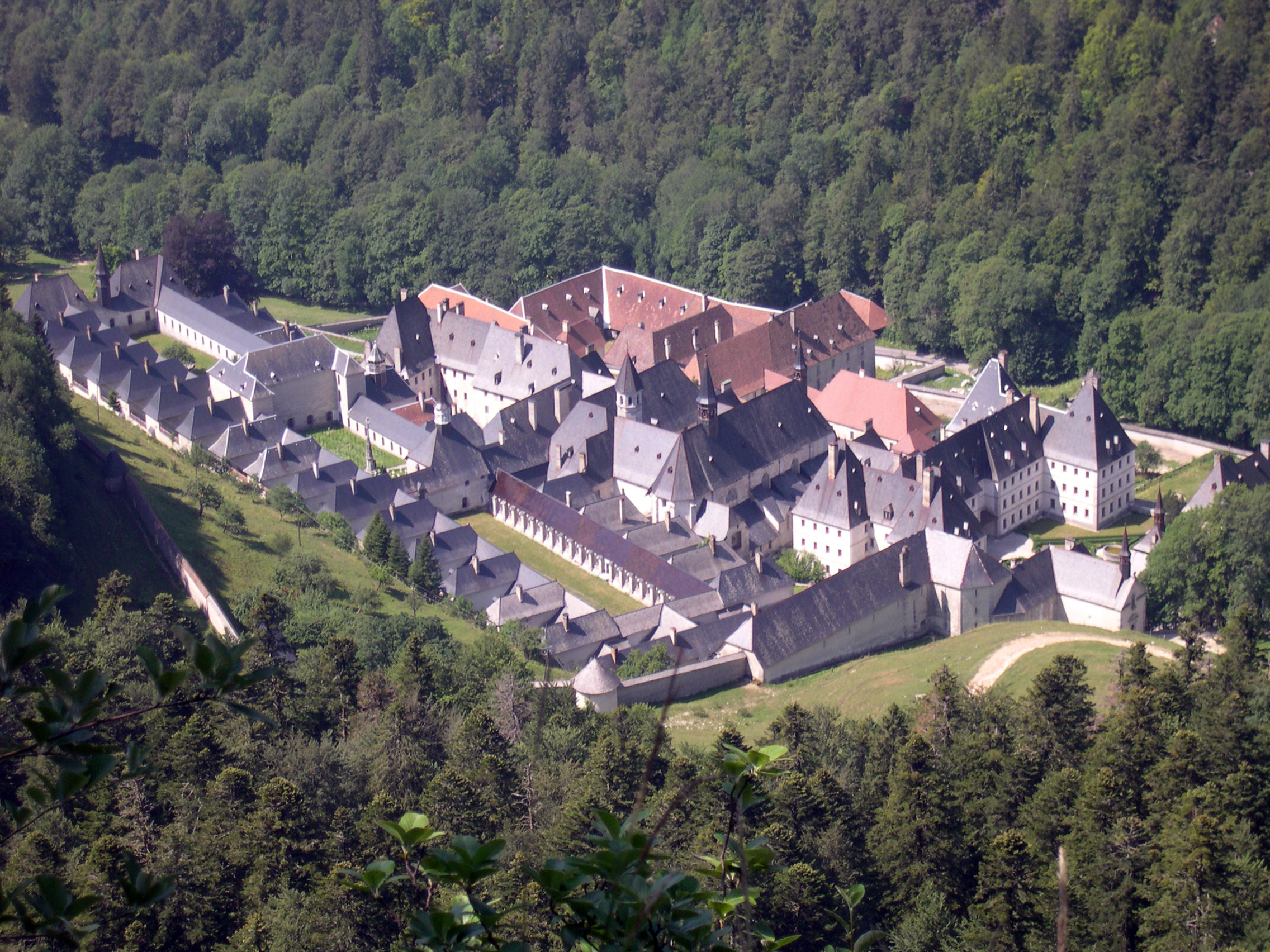
Монастир Гранд Шартрез

Фільм є ілюстрацією монашого життя на прикладі Картузіанського Ордену — латинського монашого згромадження, яке провадить контемплятивний (споглядальний) спосіб життя. Головні дійові особи фільму — монахи Великої Шартрези (фр. La Grande Chartreuse), монастиря розташованого на гірському масиві Шартрез у Французьких Альпах біля Гренобля. Зміст фільму творять окремі теми монашого життя: повсякденна праця, споглядання і перш за все молитва, яка деколи відбувається спільно. Спосіб життя пустельників здійснюється згідно з історичними правилами ордену і його обрядами. У відповідності до назви, фільм майже повністю позбавлений діалогів, а музику творить спів ченців.
Ідея створення фільму з'явилася 16 років перед тим, як дійшло до його реалізації і задовго до того, як ченці дали на це свою згоду. Дозвіл був результатом тривалої співпраці та дружби пріора монастиря з режисером. Філіп Ґрьонінґ спочатку провів у монастирі шість місяців з метою пізнати суворий спосіб життя спільноти і послідовність виконання окремих обрядів, що й сформувало сюжет фільму. Проект був реалізований упродовж майже чотирьох місяців роботи у весняно-літній період 2002 року, в три тижні зими 2003 року та останні три дні грудня 2003 року. Відзнятий матеріал став основою не тільки повнометражного фільму (тривалістю 169 хвилин), але й коротшої версії для телебачення, фотоальбому і компакт-диска із записами меси і псалмів.
Філіп Ґрьонінґ був режисером фільму, а також автором більшості фотографій, сценарію, монтажу і звуку. Він також є одним із його трьох виконавчих продюсерів.

## Нагороди
- Спеціальний приз журі Кінофестивалю «Санденс», 2006
- Європейський кіноприз, 2006